# Atribacterota
Phylum
Synonymes
- Atribacterota Katayama et al. 2020

Les Atribacterota sont un phylum monotypique du règne des Pseudomonadati au sein du domaine Bacteria. Son nom provient de Atribacter qui est le genre type de ce phylum.

## Taxonomie
Ce phylum est proposé en 2020 par T. Katayama et al. et il est validé l'année suivante par une publication dans l'IJSEM.
Le genre type est Atribacter Katayama et al. 2021.

### Étymologie
L'étymologie de cette classe est la suivante: A.tri.bac.te.ro’ta. N.L. masc. n. Atribacter, genre type du phylum; L. neut. pl. n. suff. -ota, suffixe pour définir un phylum; N.L. neut. pl. n. Atribacterota, le phylum des Atribacter.

## Liste de classes
Selon la LPSN (15 avril 2025) ce phylum ne comporte qu'une seule classe publiée de manière valide, les Atribacteria Katayama et al. 2021.
Il comporte également une classe candidatus, « Ca. Phoenicimicrobiia » Jiao et al. 2024, dont le nom est invalide car il n'a pas été publié de manière conforme au Code International de Nomenclature Bactérienne.